# 56422 Mnajdra
56422 Mnajdra este un asteroid din centura principală de asteroizi.

## Descriere
56422 Mnajdra este un asteroid din centura principală de asteroizi. A fost descoperit pe 2 aprilie 2000 la Observatorul Kleť de Jana Tichá și Miloš Tichý. Asteroidul prezintă o orbită caracterizată de o semiaxă mare de 2,39 ua, o excentricitate de 0,21 și o înclinație de 3,1° în raport cu ecliptica.